# Dilatomètre

Schéma de principe d'un dilatomètre

Un dilatomètre est un appareil d'analyse thermique servant à mesurer la dilatation linéaire d'un objet en fonction de la température.

## Fonctionnement
Le principe de base peut être décrit de la manière suivante :
on place une tige métallique (par exemple) sur le dilatomètre. Les flammes, placées sous celle-ci, la chauffent et la dilatent. Cette dilatation entraîne le mouvement de l'aiguille sur le cadran gradué.
C'est également un appareil de mesure utilisé dans le domaine des sciences des matériaux. Dans ce cas, il s'agit d'un palpeur en contact avec l'échantillon (épaisseur de quelques millimètres à quelques centimètres), placé dans un four pouvant atteindre des températures de 2 000 °C. Il existe des modèles permettant de travailler dans les températures négatives [réf. nécessaire] et sous atmosphère contrôlée, par exemple sous atmosphère neutre.

## Applications
Les applications de cet appareil sont nombreuses : alliages métalliques, céramiques, verres, polymères, etc.
Le dilatomètre permet de mesurer le coefficient de dilatation α d'un matériau. Concrètement c'est la pente de la courbe dilatation en fonction de la température.
On peut également mesurer la température de frittage d'une céramique, on observe dans ce cas un fort retrait à la température de frittage.